# Ryōhei Hayashi
Ryōhei Hayashi (jap. 林 陵平 Hayashi Ryōhei; ur. 8 września 1986) – japoński piłkarz występujący na pozycji napastnika. Obecnie występuje w Mito HollyHock.

## Kariera klubowa
Od 2009 roku występował w klubach Tokyo Verdy, Kashiwa Reysol, Montedio Yamagata i Mito HollyHock.